# 程明升
程明升（1903年3月—1990年1月），字象悬，男，河南灵宝人，中华人民共和国工程师、政治人物。

## 生平
程明升是河南省灵宝县老城新街巷人。1924年，考入天津北洋大学，组织学生参加五卅运动。1929年，考入日本早稻田大学高等学院。1936年春，程明升到焦作中福公司任电气技师。1938年，担任民国修武县长，组织当地抗日。1939年，调任八路军总部第一兵工厂担任厂长兼政委。
中华人民共和国成立后，任东北军区军工部副部长、东北电业管理局局长、中央水利电力部副部长等职。